# Rádio Sociedade Rio-Grandense
A Rádio Sociedade Rio-Grandense foi a primeira emissora de rádio do Rio Grande do Sul, fundada em Porto Alegre no ano de 1924, por iniciativa do uruguaio Juan Ganzo Fernández, proprietário da empresa de telefonia no estado, a Companhia Telephonica Rio-Grandense.

## História
A inauguração ocorreu no dia 7 de setembro de 1924, em transmissão direto da Vila Diamêla, sítio de propriedade de Ganzo localizado no atual bairro Menino Deus.
Logo a seguir a emissora é transferida e instalada numa da sala da antiga Assembleia Legislativa do Estado, na Avenida Duque de Caxias e instalado um transmissor comprado em Buenos Aires que transmitia com uma potência de 50 watts na freqüência de 1500 kHz.
Diferente do que se afirma, a Rádio Sociedade Rio-Grandense que operava graças à contribuição dos sócios, pouco pontuais, parou de transmitir antes de completar dois anos, por volta de 1926, por causa da concorrência das emissoras argentinas, sem qualquer ligação com a possibilidade de tornar-se uma emissora comercial, aos moldes atuais. Segundo o técnico Evaristo Bicca, último fundador da emissora vivo na década de 80, "não se conhecia uma emissora com publicidade, por isso sequer foi levantada essa possibilidade. A rádio parou de transmitir porque as pessoas ouviam as rádios argentinas, mais equipadas e com grandes atrações", disse o fundador da emissora.
Quando a Rádio Sociedade Gaúcha entrou no ar no ano seguinte, em 1927, a Rádio Sociedade Rio-Grandense já estava fora do ar e esquecida pela maioria dos ouvintes de rádio. Consta que o primeiro transmissor de rádio instalado no Estado foi transferido para a Companhia Telephonica Rio-Grandense e adaptado à telegrafia.